# Морріс (Вісконсин)
Морріс (англ. Morris) — місто (англ. town) в США, в окрузі Шавано штату Вісконсин. Населення — 374 особи (2020).

## Демографія
Згідно з переписом 2010 року, у місті мешкали 453 особи в 190 домогосподарствах у складі 143 родин. Було 255 помешкань
Расовий склад населення:
| - 94,3 % — білих - 3,8 % — корінних американців - 1,1 % — осіб інших рас |

До двох чи більше рас належало 0,9 %. Частка іспаномовних становила 1,8 % від усіх жителів.
За віковим діапазоном населення розподілялося таким чином: 20,3 % — особи молодші 18 років, 60,1 % — особи у віці 18—64 років, 19,6 % — особи у віці 65 років та старші. Медіана віку мешканця становила 46,3 року. На 100 осіб жіночої статі у місті припадало 114,7 чоловіків;  на 100 жінок у віці від 18 років та старших — 112,4 чоловіків також старших 18 років.
Середній дохід на одне домашнє господарство  становив 61 359 доларів США (медіана — 47 500), а середній дохід на одну сім'ю — 73 043 долари (медіана — 67 500). Медіана доходів становила 49 583 долари для чоловіків та 31 250 доларів для жінок. За межею бідності перебувало 13,9 % осіб, у тому числі 22,4 % дітей у віці до 18 років та 10,8 % осіб у віці 65 років та старших.
Цивільне працевлаштоване населення становило 168 осіб. Основні галузі зайнятості: виробництво — 24,4 %, освіта, охорона здоров'я та соціальна допомога — 17,3 %, роздрібна торгівля — 15,5 %.